# فارس الفضاء
فارس الفضاء أو كابتن فيوتشر (بالإنجليزية: Captain Future)‏ لقد تم دبلجته هذا الانمي إلى اللغة العربية ولكن ليس جميع الحلقات وأنه من الخيال العلمي
منشأ هذا الإنتاج وجدت في سلسلة من روايات الخيال العلمي الذي يحمل نفس الاسم للكاتب إدموند هاميلتون (1904–1977) ، المجلد الأول الذي صدر منذ وقت يرجع إلى عام 1939. عن الرواية الكلاسيكية هو البطل ، الذي كرس حياته لتحقيق مهمة الدفاع عن السلام والإنسانية بكل الوسائل المتاحة لها. وكان هذا الإنتاج الذي بثته قناة مفتوحة إشارة من وكالة كيودو اليابانية 7 نوفمبر 1978 إلى 18 ديسمبر 1979.
ويحتوي هذا المسلسل على عدة نظريات فيزيائية علمية تخص الكون وهي في اغلبها تعطي صورة مبسطة عن النظرية الحقيقية.

## الشخصيات
فارس الفضاءولد كورتيس نيوتن على سطح القمر وهو رجل طويل القامة رياضي وسيم له شعر أحمر. بعد مقتل والديه على يد مجرمين تم تدريبه وتربيته على سطح القمر من قبل مجموعة من الشخصيات الغريبة لمكافحة الجريمة والظلم عبر النظام الشمسي.

## قائمة حلقات
| #  | الفصول                                             | الحلقات                      |
| -- | -------------------------------------------------- | ---------------------------- |
| 1  | امبراطور الفضاء                                    | امبراطور الفضاء              |
| 2  | امبراطور الفضاء                                    | سجن بحر النار                |
| 3  | امبراطور الفضاء                                    | سجناء على ميغارا             |
| 4  | امبراطور الفضاء                                    | المعركة الاخيرة              |
| 5  | مناجم الغرافيوم الخمس                              | مؤامرة فراكار                |
| 6  | مناجم الغرافيوم الخمس                              | سجناء تحت البحر              |
| 7  | مناجم الغرافيوم الخمس                              | المخلوقات البحرية            |
| 8  | مناجم الغرافيوم الخمس                              | سر فراكار                    |
| 9  | رحلة إلى المجهول                                   | رحلة إلى المجهول             |
| 10 | رحلة إلى المجهول                                   | "كوم" الكوكب المقدس          |
| 11 | رحلة إلى المجهول                                   | بداية تكوين النظام الشمسي    |
| 12 | رحلة إلى المجهول                                   | رحلة طويلة                   |
| 13 | المخترع الكوني                                     | رحلة إلى لغونا               |
| 14 | المخترع الكوني                                     | البحث عن الأكسجين            |
| 15 | المخترع الكوني                                     | قانون الأجداد                |
| 16 | المخترع الكوني                                     | الهروب                       |
| 17 | الكون الموازي                                      | مهاجمة العدو                 |
| 18 | الكون الموازي                                      | البحث عن الكنز               |
| 19 | الكون الموازي                                      | المفاجأة                     |
| 20 | الكون الموازي                                      | اكتشاف الكنز                 |
| 21 | سر الأحجار السبعة                                  | سرقة الكنز                   |
| 22 | سر الأحجار السبعة                                  | تحت أكبر سرك في الكون        |
| 23 | سر الأحجار السبعة                                  | الأحجار الغامضة              |
| 24 | سر الأحجار السبعة                                  | سر الحجارة                   |
| 25 | فارس الفضاء يحمي الأرض                             | اختفاء علماء الفلك           |
| 26 | فارس الفضاء يحمي الأرض                             | فارس الفضاء يحمي الأرض       |
| 27 | فارس الفضاء يحمي الأرض                             | صائد المرسكيس                |
| 28 | فارس الفضاء يحمي الأرض                             | إنقاذ الكوكب سيكي            |
| 29 | 宇宙囚人船の反乱 （The Face of the Deep）          | 囚人船ハイジャックさる！     |
| 30 | 宇宙囚人船の反乱 （The Face of the Deep）          | 銀河からの大脱走             |
| 31 | 宇宙囚人船の反乱 （The Face of the Deep）          | ゼロからの出発               |
| 32 | 宇宙囚人船の反乱 （The Face of the Deep）          | 星くずのスペースマン         |
| 33 | 魔法の月の決闘 （The Magic Moon）                  | キャプテンフューチャー募集！ |
| 34 | 魔法の月の決闘 （The Magic Moon）                  | 恐怖のスペース・ロケーション |
| 35 | 魔法の月の決闘 （The Magic Moon）                  | 幻影の惑星                   |
| 36 | 魔法の月の決闘 （The Magic Moon）                  | 放たれた最終兵器             |
| 37 | 彗星王の陰謀 （The Comet King）                    | 消えた宇宙船                 |
| 38 | 彗星王の陰謀 （The Comet King）                    | 彗星の支配者                 |
| 39 | 彗星王の陰謀 （The Comet King）                    | アルルスの正体               |
| 40 | 彗星王の陰謀 （The Comet King）                    | 悪夢の世界・四次元           |
| 41 | 脅威！不死密売団 （The Triumph of Captain Future） | 不死密売シンジケート         |
| 42 | 脅威！不死密売団 （The Triumph of Captain Future） | 不死帝王の挑戦               |
| 43 | 脅威！不死密売団 （The Triumph of Captain Future） | 生と死の幻影                 |
| 44 | 脅威！不死密売団 （The Triumph of Captain Future） | 永遠の都の決斗               |
| 45 | 惑星タラスト救出せよ！ （Planets in Peril）        | よみがえれ伝説の英雄         |
| 46 | 惑星タラスト救出せよ！ （Planets in Peril）        | グラッグ奪回作戦             |
| 47 | 惑星タラスト救出せよ！ （Planets in Peril）        | ひとりぼっちの地獄刑         |
| 48 | 惑星タラスト救出せよ！ （Planets in Peril）        | 英雄カフールの謎             |
| 49 | 人工進化の秘密！ （The Star of Dread）             | 宇宙遺跡の謎                 |
| 50 | 人工進化の秘密！ （The Star of Dread）             | 半獣人の謎                   |
| 51 | 人工進化の秘密！ （The Star of Dread）             | 死都の対決                   |
| 52 | 人工進化の秘密！ （The Star of Dread）             | 光と闇の彼方へ               |

## وصلات خارجية
- فارس الفضاء  في شبكة أخبار الأنمي
- فارس الفضاء  في قاعدة بيانات الأفلام على الإنترنت (بالإنجليزية)
- Captain Future Convention 2010 (20th Birthday Party of Curtis Newton Captain Future)